# Ляшенко, Валентина Николаевна
Валенти́на Никола́евна Ляше́нко (груз. ვალენტინა ლიაშენკო; род. 30 января 1981, Киев), в девичестве Хоми́цкая — украинская и грузинская легкоатлетка, специалистка по прыжкам в высоту. Выступала за сборные Украины и Грузии по лёгкой атлетике в 2000-х и 2010-х годах, победительница и призёрка первенств национального значения, действующая рекордсменка Грузии в прыжках в высоту на открытом стадионе, участница летних Олимпийских игр в Рио-де-Жанейро.

## Биография
Валентина Ляшенко родилась 30 января 1981 года в Киеве, Украинская ССР.
В 2001 году окончила Национальный университет физического воспитания и спорта Украины по специальности «лёгкая атлетика».
На протяжении 2000-х и 2010-х годов регулярно принимала участие в различных соревнованиях по лёгкой атлетике на Украине, но на международной арене долгое время не показывала сколько-нибудь значимых результатов.
В феврале 2014 года на соревнованиях в Киеве установила свой личный рекорд по прыжкам в высоту в закрытых помещениях — 1,90 метра.
Начиная с 2015 года выступала за грузинскую национальную сборную. Так, в этом сезоне на соревнованиях в Бердичеве установила национальный рекорд Грузии по прыжкам в высоту на открытом стадионе — 1,92 метра, а также выступила на чемпионате Европы в помещении в Праге и на чемпионате мира в Пекине — в обоих случаях выйти в финал не смогла.
В 2016 году отметилась выступлением на чемпионате Европы в Амстердаме, где прыгнула на 1,80 метра. Выполнив олимпийский квалификационный норматив, удостоилась права защищать честь Грузии на летних Олимпийских играх в Рио-де-Жанейро — на предварительном квалификационном этапе прыжков в высоту вновь показала результат 1,80 метра и в финал не вышла.
Завершила спортивную карьеру по окончании сезона 2017 года.